# رنيم الوليلي
رنيم محمد ياسر سعد الدين الوليلي (مواليد 1 يناير 1989 في الإسكندرية) هي لاعبة اسكواش محترفة من مصر.

## مسيرة الناشئين
ولدت رنيم في الإسكندرية وبرزت بقوة في عالم الاسكواش كواحدة من أمهر اللاعبات في بطولة اتحاد الاسكواش للمحترفات منذ أن أصبحت لاعبة محترفة عام 2002. حذت رنيم حذو أخيها تميم في الاسكواش في عمر السادسة، ثم لعبت لأول مرة لمصر في بطولة العالم للناشئين عام 2001 في بينانق بعمر العاشرة حينها.
بعد ذلك بعامين، كانت ضمن الفريق المصري الفائز في فئة الفرق في البطولة التي أقيمت في القاهرة. وفي عام 2004، مثّلت الفريق الأول للسيدات الذي حلّ رابعًا في بطولة العالم لفرق الاسكواش في أمستردام.
وكانت أكبر محطة في مسيرة رنيم كناشئة عندما فازت ببطولة العالم للناشئين في أرانتل، بلجيكا عام 2005. كما تم اختيارها كلاعبة العام من قبل الاتحاد الدولي لناشئات الاسكواش عامي 2004 و2005. ثم عادت عام 2007 لتفوز مرة أخرى ببطولة العالم للناشئين.

## المسيرة الاحترافية
فازت رنيم ببطولتها الأولى الكبرى عام 2009 بتتوجيها ببطولة هليوبلس المفتوحة في مصر. ساعدها ذلك الفوز على الوصول بأول 20 لاعبةً في التصنيف العالمي، ثم ارتقت لأول 10 لاعبات في التصنيف بعد وصولها للدور قبل النهائي في بطولة ماليزيا المفتوحة على الرغم من كونها ضمن التصفيات الأولية.
وفي عام 2011، فازت رنيم بأعلى بطولاتها حتى الآن بتحقيقها لبطولة كارول ويمولر المفتوحة بعد تغلبها في النهائي على المصنفة الثانية عالميًا جيني دنكالف. وفي نفس العام تغلبت على مواطنتها أمنية عبد القوي في نهائي بطولة الغردقة الدولية لتحصد ثاني ألقابها في 2011.
ثم شهد عام 2012 وصول رنيم للترتيب 2 في التصنيف العالمي لأول مرة، وفي سبتمبر من نفس العام، فازت بأول بطولة عالم متسلسلة لها بعد تغلبها على المصنفة الأولى عالميًا الماليزية نيكول ديفيد في نهائي بطولة ماليزيا المفتوحة. انتقمت نيكول بعد ذلك بشهر في بطولة أمريكا المفتوحة قبل أن تعود رنيم وتتغلب عليها مرة أخرى عام 2013 في نهائي بطولة كليفلاند لتحصد لقبًا آخر. حلت رنيم وصيفةً في ثلاث بطولات أخرى في عام 2013، وفي تلك البطولات الثلاثة كانت البطلة هي نيكول. ثم عادت رنيم لتفوز ببطولة ماليزيا المفتوحة مرة أخرى عام 2014 لكن على حساب مواطنتها نور الطيب في النهائي.
وفي ديسمبر 2014، وصلت رنيم لنهائي بطولة العالم، إلا أن نيكول قد أصرت أن تكون عائقًا كبيرًا أمامها وأثنتها على نيل اللقب.
أما عام 2015 فقد شهد بداية قوية لرنيم بفوزها ببطولة الأبطال وبطولة مدينة ويندي المفتوحة وبطولة الإسكندرية المفتوحة لتقترب بذلك من المصنفة الأولى عالميًا نيكول. وفي مايو من العام ذاته، حصلت على لقب لاعبة العام من قبل الاتحاد الدولي للاعبات الاسكواش عن موسمها الرائع 2014/15، تلى ذلك بأربعة شهور تحقيقها لإنجازًا فريدًا بتصدرها للترتيب العالمي لتزيح نيكول من صدارتها التي دامت تسع سنوات، كما أنها أول لاعبة مصرية تحقق ذلك.
وفي أول بطولة لها بعد تربعها على عرش الاسكواش، وتحديدًا في سبتمبر 2015، حققت رنيم لقبًا آخر بالفوز ببطولة الصين المفتوحة بخسارة واحدة فقط طوال البطولة. وبعد نجاحها في الصين، فشلت رنيم في الوصول لنهائي بطولة العالم للمحترفات في 2015، بعد خسارة صادمة بنتيجة 3-1 أمام الهندية جوشنا شينابا في الدور الأول للبطولة المقامة في قطر.

## ألقابها
| النتيجة | العام | البطولة               | الموقع                     | الخصم في النهائي | النتيجة في النهائي            |
| البطلة  | 2011  | كارول ويمولر المفتوحة | بروكلين، الولايات المتحدة  | جيني دنكالف      | 11-7، 15-13، 11-4             |
| البطلة  | 2011  | الغردقة الدولية       | الغردقة، مصر               | أمنية عبد القوي  | 11-5، 12-10، 11-9             |
| البطلة  | 2012  | ماليزيا المفتوحة      | كوالالمبور، ماليزيا        | نيكول ديفيد      | 12-10، 11-13، 11-6، 11-2      |
| البطلة  | 2012  | جرينيتش المفتوحة      | نيويورك، الولايات المتحدة  | جويل كينغ        | 11-8، 11-8، 6-11، 11-4        |
| البطلة  | 2013  | كليفلاند كلاسيك       | كليفلاند، الولايات المتحدة | نيكول ديفيد      | 3-11، 11-5، 9-11، 11-5، 11-9  |
| البطلة  | 2014  | ماليزيا المفتوحة      | كوالالمبور، ماليزيا        | نور الطيب        | 7–11، 11–3، 12–10، 2–11، 11–7 |
| البطلة  | 2015  | بطولة الأبطال         | نيويورك، الولايات المتحدة  | أليسون ووترز     | 9–11، 12–10، 11–4، 11–4       |
| البطلة  | 2015  | ويندي المفتوحة        | شيكاغو، الولايات المتحدة   | نيكول ديفيد      | 12–14، 12–10، 11–7، 11–7      |
| البطلة  | 2015  | الإسكندرية الدولية    | الإسكندرية، مصر            | أمنية عبد القوي  | 11–6، 11–5، 11–9              |
| البطلة  | 2015  | الصين المفتوحة        | شنغهاي، الصين              | نوران جوهر       | 13–11، 11–7، 11–7             |
| البطلة  | 2016  | ويندي المفتوحة        | شيكاغو، الولايات المتحدة   | نور الشربيني     | 9–11، 11–6، 11–3، 11–6        |
| البطلة  | 2017  | ويندي المفتوحة        | شيكاغو، الولايات المتحدة   | نور الشربيني     | 10–12، 11–7، 11–7، 11–7       |
| البطلة  | 2017  | بطولة العالم          | مانشستر، انجلترا           | نور الشربيني     | 3–11، 12–10، 11–7، 11–5       |
| البطلة  | 2018  | الجونة المفتوحة       | الجونة ، مصر               | نور الشربيني     | 5–11، 11–8، 11–3، 14–12       |

## حياتها الشخصية
تخرّجت رنيم من المدرسة الألمانية في الإسكندرية، ومنها إلى الأكاديمية البحرية في القاهرة، وبين فترات التدريب، تمضي بعض الوقت في إشباع رغباتها في الموسيقى وأحجيات الصورة المقطوعة.
رنيم متزوجة من لاعب الاسكواش المصري طارق مؤمن بعد خطبتهما في ديسمبر 2012.

## روابط خارجية
- رنيم الوليلي على موقع الاتحاد الدولي لمحترفي الاسكواش (مؤرشف) (الإنجليزية)
- رنيم الوليلي على موقع SquashInfo.com (الإنجليزية)
- حسابها الرسمي على تويتر
- حسابها الرسمي على فيسبوك